# شرکت کشتیرانی سارما
شرکت کشتیرانی سارما (استونیایی: Saaremaa Laevakompanii) یک شرکت تعمیر و نگه‌داری وسایل نقلیه دریایی در استونی است.
فعالیت اصلی این شرکت در دو جزیره سارما و هیوما میباشد..